# Bert Kouwenberg
Bert Kouwenberg (Den Haag, 20 augustus 1947 – aldaar, 2 mei 2015) was een Nederlands auteur van kinderboeken. Kouwenberg schreef meestal verhalen die zich afspelen in andere tijden en/of landen. In zijn boeken schiep hij vaak een geheimzinnige sfeer.
Naast schrijver was Kouwenberg ook leraar op een basisschool in Den Haag. Hij was tevens bekend om het ontwikkelen van taalprogramma's voor allochtone en Nederlandse kinderen. Hij werkte mee aan de methode voor voortgezet lezen Wie dit leest, de wereldoriëntatie-methode De grote reis en de taalmethode Zin in taal.